# 66652 Borasisi

66652 Borasisi

66652 Borasisi är ett objekt i kuiperbältet tidigare känd som 1999 RZ253. Astronomen Chad Trujillo med kolleger upptäckte Borasisi vid Mauna Kea 8 september 1999.

## Pabu (måne)
Borasisi har en måne med namnet Pabu som är nästan lika stor. Den upptäcktes 23 april 2003 av K. Noll, D. Stephens, W. Grundy med flera med hjälp av rymdteleskopet Hubble. Diametern är uppskattad till 137 km och medelavståndet till Borasisi är 4 660 km. Excentriciteten i omloppsbanan är 0,46. Massan är uppskattad till (1,34±0,27)x1018kg.

## Benämning
Borasisi och Pabu har fått sina namn efter figurer i science fiction-romanen Vaggan (engelska Cat's Craddle) av Kurt Vonnegut. Författaren har också gett namn åt asteroiden 25399 Vonnegut.